# Улісс (космічний апарат)

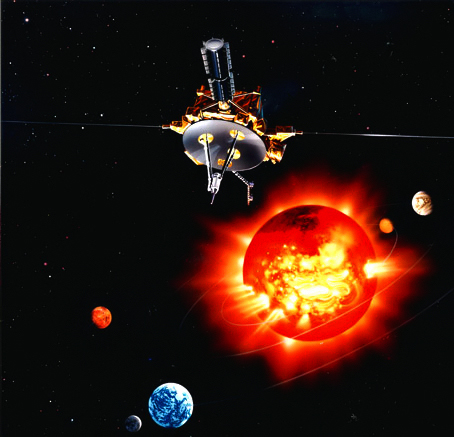
«Улісс» автоматичний космічний зонд

«Улісс» (англ. Ulysses) — автоматичний космічний зонд, створений для дослідження високоширотних районів Сонця. Був запущений 6 жовтня 1990 року на шатлі «Діскавері» (місія STS-41). Запуск спершу планувався на 1986 рік (місія STS-61-F) та було відкладено через катастрофу шатла «Челленджер». Вивчав світило під час зближень в 1994/1995, 2000/2001 та 2007/2008 роках. Крім того, зонд мимобіжно вивчив кілька комет. Космічний апарат був спільним проєктом НАСА і Європейського космічного агентства (ЄКА). 30 червня 2009 року стало останнім днем операційної діяльності зонда.
Для вивчення Сонця на всіх широтах зонд повинен був змінити нахил орбіти і покинути площину екліптики Сонячної системи. Щоб досягти потрібного високого нахилу орбіти (близько 80°), що значно перевищувало швидкісні можливості призначеної ракети-носія і самого космічного апарата, та подолати інерцію розгінного блоку (яка була необхідна, щоб запустити всі космічні апарати з шатла), зонд здійснив гравітаційний маневр навколо Юпітера. Через значне віддалення від Сонця «Улісс» не міг живитися від сонячних панелей, і замість них було задіяно радіоізотопний термоелектричний генератор (РТГ).
Напочатку, через його тривалі й непрямі траєкторії до Сонця, космічний апарат називався «Одіссей» на честь Одіссея, героя давньогрецького міфу. Проте згодом на прохання ЄКА апарат перейменували на латинізовану форму його імені — «Улісс» («Одіссей» латиною), не лише на честь героя Гомера, а й як посилання на пекло з «Божественної комедії» Данте Аліг'єрі.

## Характеристики

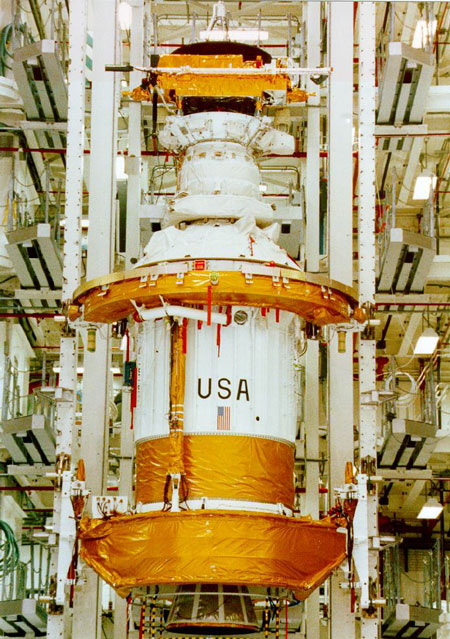
«Улісс»

Маса «Улісса» — близько 370 кг у момент старту, в тому числі 55 кг наукової апаратури. Розміри основного корпуса складають 3,2 × 3,3 × 2,1 м, потужність термоелектричної установки (що працює на плутонії-238) — до 285 Вт із поступовим зниженням, швидкість роботи передавача — до 1024 біт/с.
Наукове обладнання апарата забезпечує вимірювання характеристик космічного пилу, космічних променів, сонячного вітру, проведення плазмових експериментів і магнітометричні вимірювання.

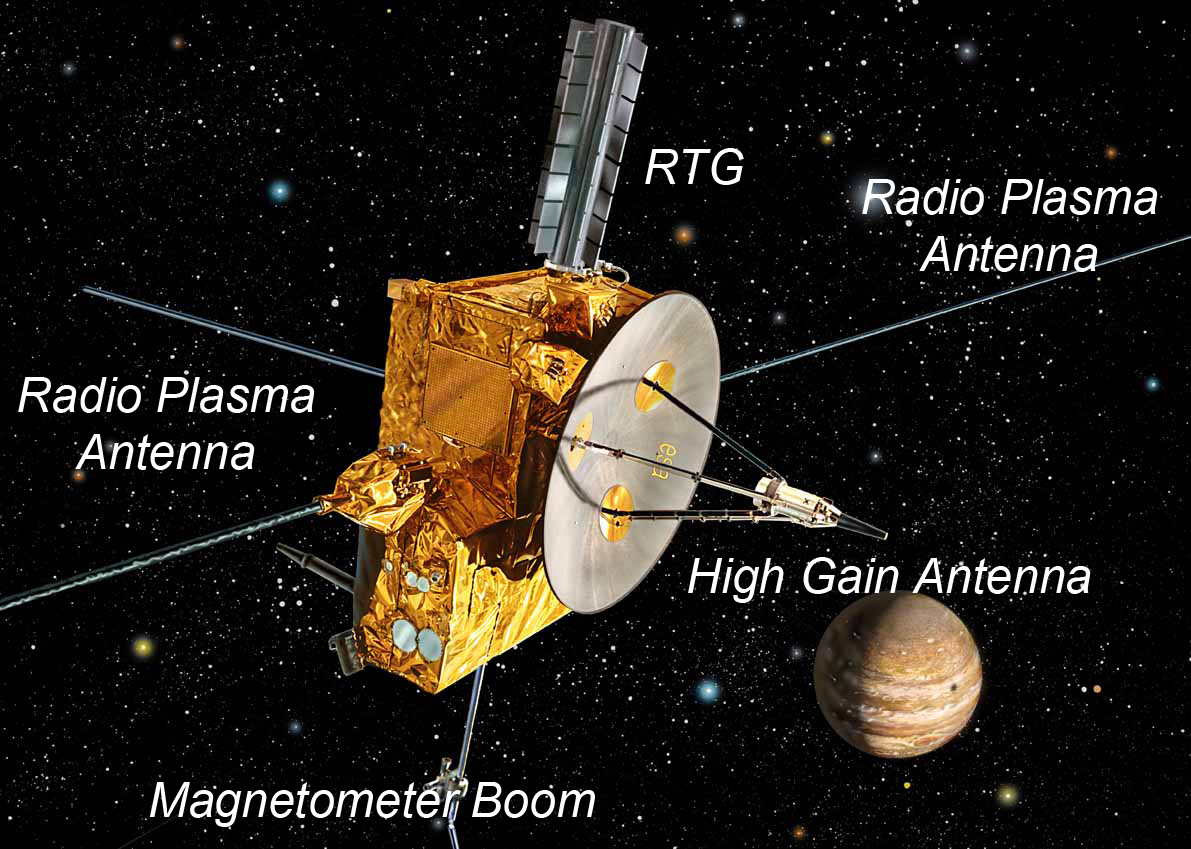
Частини «Улісса» Скадає — Радіо плазми антена, магнітометр бум, антена з великим посиленням, Радіоізотопний термоелектричний генератор

## Траєкторія

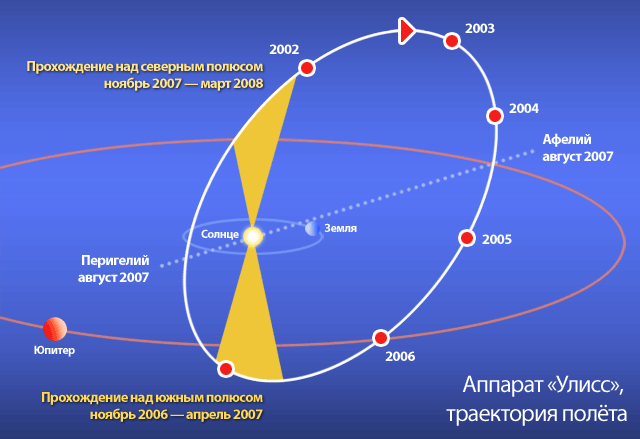
Траєкторія «Улісса»

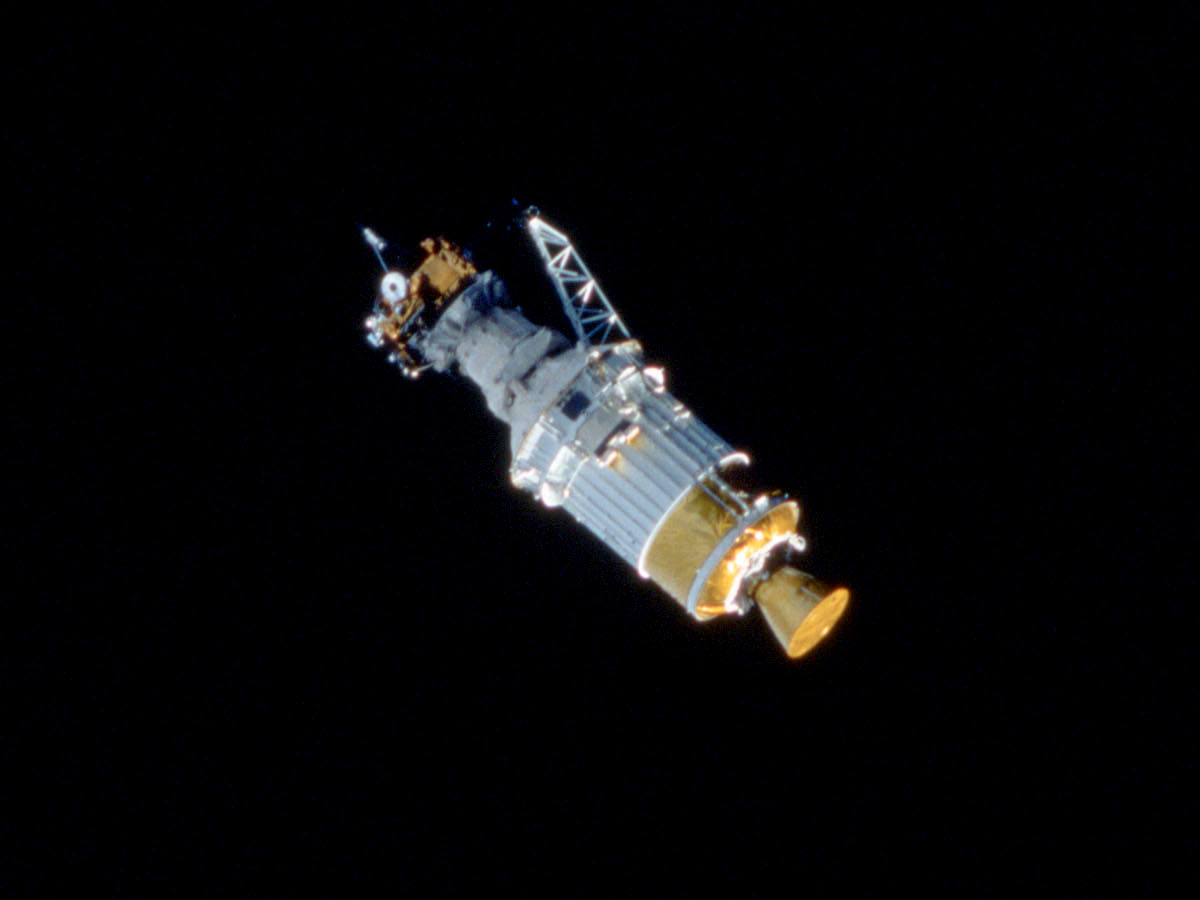
«Улісс» після розгортання, фотографія з борту шаттла «Дискавері», місія STS-41.

Траєкторія польоту апарата була розрахована так, щоб «Улісс» пролетів повз Юпітер. Це викликано тим, що безпосереднє виведення апарата на навколосонячну полярну орбіту потребувало б занадто великих витрат палива. Тому був використаний гравітаційний маневр в поле тяжіння планети, що дало змогу попутно отримати ряд цінних відомостей про Юпітер.
8 лютого 1992 року космічний апарат «Улісс» пройшов над Юпітером на відстані шести його радіусів, і за рахунок його гравітаційного поля зробив гравітаційний маневр для виходу з площини екліптики (площина, у якій обертаються навколо Сонця планети), і попрямував спочатку до областей міжпланетної плазми з боку південного полюса Сонця (вимірювання в цих областях тривали з травня по вересень 1994 р.), а потім до областей з боку північного полюса (тут вимірювання проводилися з травня по вересень 1995 року). Дані дослідження проводилися в період сонячного мінімуму.
Наступне проходження полярних областей Сонця припало на вересень — грудень 2000 року (південний полюс) і 2001 року (північний полюс). Це проходження вже довелося на період сонячного максимуму.
У зв'язку з тим, що місія в лютому 2004 р. була продовжена до березня 2008 (а в листопаді 2007 р. — до березня 2009 року), в «Улісса» з'явилася можливість здійснити ще один оберт навколо Сонця. Південний полюс «Улісс» вже досліджував у листопаді 2006 р. — квітні 2007 р., а з січня 2008 р. почав дослідження північного полюса.

### Основні дати
Основні події місії «Улісс»:
- 6 жовтня 1990 року, 11:47:16 UT — запуск апарата.
- 8 лютого 1992 року — проходження гравітаційного поля Юпітера і використання його для додаткового прискорення.
- 26 червня — 5 листопада 1994 року — перше проходження південного полюса Сонця.
- 13 вересня 1994 року — максимальна широта південного полюса Сонця (−80,2°).
- 13 березня 1995 року — перший перетин площини екліптики.
- 19 червня — 29 вересня 1995 року — перше проходження північного полюса Сонця.
- 31 липня 1995 року — максимальна широта північного полюса Сонця (+80,2°).
- 1 травня 1996 року — закінчення першочергової місії.
- 9 травня 1998 року — другий перетин площини екліптики.
- 8 вересня 2000 року — 16 січня 2001 року — друге проходження південного полюса Сонця.
- 27 листопада 2000 року — максимальна широта південного полюса Сонця (−80,2°).
- 25 травня 2001 року — третій перетин площини екліптики.
- 3 вересня 2001 року — 12 грудня 2001 року — друге проходження північного полюса Сонця.
- 13 жовтня 2001 року — максимальна широта північного полюса Сонця (+80,2°).
- 4 лютого 2004 року — проходження поблизу Юпітера.
- 14 липня 2004 року — четвертий перетин площини екліптики.
- 1 липня 2008 року — офіційне закінчення місії, апарат працездатний.
- 30 червня 2009 року — відключення живлення бортової радіоапаратури.

## Результати
Серед наукових результатів важливе значення мав виявлений факт того, що південний полюс Сонця не має фіксованого положення. Також була встановлена дещо інша геометрія магнітосфери Юпітера, ніж вважалося раніше. Керівник місією в ЄКА Нігель Ангольд заявив:
Хоч робота апарата завершується, наукові відкриття, завдяки зібраним даними, будуть з'являтися рік за роком.
1 травня 1996 року «Улісс» несподівано пройшов крізь газовий хвіст комети C/1996 B2 (Хякутаке), тим самим показавши, що довжина хвоста складає як мінімум 3,8 а. о.
У 1999, 2000 і 2007 роках «Улісс» також проходив крізь газові хвости комет C/1999 T1 (Макнота — Хартлі), C/2000 S5 і C/2006 P1 (Макнота).
Апарат передав важливі для космологічних досліджень дані про гамма-спалахи, які неможливо отримати на Землі і в навколоземному просторі.